# Dolní hrádek
Dolní hrádek v Horních Lhoticích byla tvrz v Horních Lhoticích, stávala nad řekou Chvojnicí na východním okraji katastru obce. Někdy je nazývána i jako Dolní tvrz, stojí asi 200 metrů od tzv. Horního hrádku.

## Popis
Dolní hrádek se nachází nad řekou Chvojnicí mezi Lesním Jakubovem a Horními Lhoticemi. Tvrziště kapkovitého půdorysu stávalo na ostrožně o velikosti 20 x 40, okolo tvrziště obíhal 10 metrů široký a 3-4 metrů hluboký příkop s valem, příkop je přerušen jen v místě, kde vstávala vstupní brána. V jihozápadní části jsou pozůstatky hradby o šířce 2 metrů a v tvrzišti byly při průzkumech v sedmdesátých letech 20. století odhaleny i pozůstatky několika dalších staveb. V jihovýchodní části tvrziště stávala obytná budova, na severu stála vstupní brána a věž.

## Historie
Tvrz mohla být vybudována v 13. století, v roce 1378 byla poprvé zmíněna vesnice Horní Lhotice, ale tvrz v tu dobu již zřejmě byla pustá.